# Teodoro di Gerusalemme
Teodoro (... – 770) è stato il patriarca di Gerusalemme tra il 745 e il 770.
Si dichiarò a favore delle immagini sacre (iconodulia) e nel 763, insieme ai patriarchi di Antiochia e Alessandria emise una scomunica ai danni di Cosimo di Filadelfia, vescovo iconoclasta. Nel 767 inviò una lettera sinodale sulle immagini sacre a Paolo.